# Vuelta a España
Vuelta a España je godišnje natjecanje u biciklizmu koje se održava kroz cijelu Španjolsku uz povremene posjete susjednim zemljama. Prvo izdanje utrke je održano 1935. godine i od tada se održava svake godine uz povremene prekide tijekom Španjolskog građanskog rata i Drugog svjetskog rata. Trka se tradicionalno vozi od kraja kolovoza do sredine rujna kroz tri tjedna i dugačka je oko 3500 km te se sastoji od 21 etape i dva slobodna dana. Vuelta a España, skupa s utrkama Tour de France i Giro d'Italia, čini "Grand tour"- tri najveće biciklističke utrke na svijetu. Tijekom utrke vodeći u ukupnom poretku nosi crvenu majicu. Osim nje postoje i točkasta majica (najbolji brdski vozač), zelena majica (najbolji sprinter) i bijela majica (najbolji kombinacijski vozač).
Uobičajeno na utrci sudjeluje između 20 i 22 ekipe, a svaka broji 9 članova.
Najbolji rezutati hrvatskih biciklista mogu se vidjeti ovdje.

## Rekordi
Zaključno s posljednjom održanom utrkom (2013.) do sada su postavljeni sljedeći rekordi:
- najviše pobjeda u ukupnom poretku:  Roberto Heras, 4;
- najviše etapnih pobjeda:  Delio Rodriguez, 39;
- najviše etapnih pobjeda u jednoj utrci: Freddy Maertens (1977.), 13;
- najviše osvojenih individualnih kronometara:  Abraham Olano, Alex Zülle, Tony Rominger i Melcior Mauri, 6;
- zemlja s najviše ukupnih pobjeda:  Španjolska, 31;
- biciklist s najviše dana kao vodeći u ukupnom poretku:  Alex Zülle, 48;
- najviše pobjeda u kategoriji brdskih vozača:  José Luis Laguía, 5;
- najviše pobjeda u kategoriji sprintera:  Sean Kelly i Laurent Jalabert, 4;
- najviše pobjeda u katehoriji prolaznih sprint ciljeva:  Miguel Ángel Iglesias, 5;
- pobjeda s najvećom razlikom:  Delio Rodriguez ispred Juliana Berrendera (1945.), 30' 8";
- pobjeda s najmanjom razlikom:  Eric Caritoux ispred Alberto Fernándeza (1984.), 6 sekundi;
- biciklist s najvećim brojem sudjelovanja na utrci: Íñigo Cuesta, 17 (1994. – 2010.);
- biciklisti s najviše završenih utrka: Federico Echave, 14 (1982. – 1995.) i Íñigo Cuesta, 14 (1994., 1996. – 99., 2001. – 03. i 2005. – 10.);
- najmanji broj sudionika:  (1941.), 32;
- najveći broj sudionika: (2002.), 207;
- najveća prosječna brzina:  (2001.), 42,534 km/h;
- najmanja prosječna brzina:  (1941.), 26,262 km/h;
- najdulje izdanje:  (1941.), 4.442 km;
- najkraće izdanje: (1963.), 2.419 km.